# Luis Alberto Castiglioni
Luis Alberto Castiglioni Soria (Itacurubí del Rosario, 31 de julio de 1962) es un político paraguayo, afiliado al Partido Colorado y fue ministro del Ministerio de Industria y Comercio (2020-2023).
Anteriormente fue vicepresidente de la República (2003-2008), diputado (1998-2003) y representante ante la Convención Nacional Constituyente (1991-1992).

## Biografía
Es hijo de Idilio Castiglioni y Adelina Soria de Castiglioni habiendo nacido el 31 de julio de 1962, en la ciudad de Itacurubí del Rosario, Departamento de San Pedro. Está casado con Miriam Ayala con quien tiene 3 hijos. Ingeniero civil egresado de la Facultad de Ciencias y Tecnología de la Universidad Católica de Asunción.
En cuanto a su perspectiva religiosa y sus creencias en una entrevista a la Revista ABC en mayo de 2003 Luis Castiglioni dijo: "Creo en Dios, todo obedece a un ser superior. Si bien no soy practicante, tengo mis creencias".

## Carrera política
En 1979 ingresó en la política militando en la Asociación Nacional Republicana-Partido Colorado. Fue designado como miembro de la Convención Nacional Constituyente a cargo de redactar la Constitución del Paraguay de 1992, reunida entre diciembre de 1991 y junio de 1992. Luego fue miembro titular de la Junta de Gobierno del Partido Colorado desde 1992 a 1995.

### Diputado de la República del Paraguay
Miembro de la Comisión Redactora del Programa de Gobierno de Unidad Nacional del Gabinete del Poder Ejecutivo desde agosto a septiembre de 1999 durante la presidencia de Luis González Macchi. No obstante, votó a favor del juicio político contra González Macchi hacia el final de la administración de este último ante la ola de denuncias de corrupción.
Fue secretario político de la ANR en el 2001. Llegó a ser asimismo elegido titular del Parlamento Latinoamericano (Parlatino).

### Vicepresidente de la República del Paraguay
En 2003, resultó ganador de las elecciones a la vicepresidencia del país junto a la fórmula con Nicanor Duarte Frutos electo presidente.
Como vicepresidente electo, encabezó una visita al FMI en Washington D. C. para logar un acuerdo stand by (una línea de crédito que solo se utiliza en casos de emergencia). También en Washington encabezó las reuniones ante el Banco Mundial para gestionar préstamos para Educación.
En julio de 2004, recibió al canciller argentino Rafael Bielsa (siendo que no hubo visitas oficiales de cancilleres argentinos desde 1997) para tratar proyectos energéticos y de integración física. En el mismo mes, lideró las reuniones con el diputado Rossi del Uruguay para fortalecer el Mercosur. En diciembre del mismo año lideró las negociaciones para desatar la crisis rural. Durante el 2005, en el marco del plan de seguridad interna y de la región, lideró las negociaciones para la instalación de una oficina del FBI en el Paraguay. En el 2006, gestionó la creación de una Escuela Agromecánica en Itacurubí del Rosario (San Pedro). En mayo de 2007, mediante la visita de Walter Bender, Castiglioni introdujo el programa "Una Computadora por Niño" (OLPC) en el Paraguay.
Renunció al cargo vicepresidencial en octubre de 2007 para candidatarse a la presidencia de la República en las internas del Partido Colorado realizadas el 16 de diciembre de 2007.

### Elecciones generales de 2008
El 20 de abril el obispo Fernando Lugo venció por 10 puntos a Blanca Ovelar y terminaron así 61 años de la ANR en el gobierno.
Cuando el presidente Lugo manifestó su intención de ser reelecto Castiglioni se manifestó instantáneamente ante la prensa diciendo:

la Constitución habla claramente de la imposibilidad de la reelección. No hay reelección presidencial, no vemos eso a corto plazo, ni tenemos ningún plan de apoyar una Constituyente
Luis Castiglioni

#### Movimiento Vanguardia Colorada
Luego de las elecciones, el líder Luis Alberto Castiglioni, reorganiza el movimiento, pues sus miembros estaban liberados para trabajar por sus propias candidaturas en vista de las elecciones generales del 20 de abril, consiguiendo un amplio espacio legislativo en senadores y diputados, siendo los líderes de ambas bancadas el senador Juan Dario Monges y el diputado Clemente Barrios, tornándose dicho grupo legislativo en una oposición crítica y responsable que prioriza los intereses generales de la República del Paraguay.

### Elecciones Generales de 2013
En las internas del 2012 Luis Alberto Castiglioni lideró el Movimiento Frente para la Victoria encabezando la Lista para el Senado de la Nación. Al final de las internas quedó segundo en la Lista del Partido Colorado para el Senado con 250.099 votos. Inmediatamente después de finalizadas las elecciones internas Luis Alberto Castiglioni empezó a trabajar en pos de la Unidad de su Partido con vistas a las elecciones generales de abril de 2013.
Con una estrategia de unidad el Partido Colorado buscar ser una opción de Gobierno en el 2013. En torno a este objetivo se lo vio a Luis Alberto Castiglioni participar en varias reuniones con el candidato a la Presidencia Horacio Cartes. El 13 de enero participó en el lanzamiento de candidaturas de la ANR de caras a las elecciones de abril mientras que el 18 de enero se juntó al candidato a la Presidencia Horacio Cartes se reunió con referentes de San Pedro y Amambay. En una conferencia de prensa habló de la unidad de su partido de cara a las wlecciones: "Estamos en un proceso de fortalecimiento a través de la candidatura de Horacio Cartes; hay un ambiente de unidad total dentro del partido y mucho optimismo. Hay una absoluta convicción que todos tenemos que poner el máximo empeño para que el Partido Colorado supere los 1 millón de votos, por primera vez en Paraguay".
El 21 de abril Luis Alberto Castiglioni fue elegido para el Senado ocupando el tercer lugar.

## Participación como observador internacional en elecciones
Participó como Observador Internacional en las elecciones generales de Perú de 2001 por el Instituto Nacional Demócrata para los Asuntos Internacionales y el Carter Center.
Asimismo, fue invitado como Observador Internacional de las elecciones presidenciales de los Estados Unidos de 2008 por el Departamento de Estado de los Estados Unidos, y como Asesor Especial de la Misión de Observación Electoral de las elecciones generales de Nicaragua de 2011 junto a Bill Richardson por la OEA.

## Puntos de vista políticos
Castiglioni es uno de los mayores oponentes a la ideología chavista dentro de la política paraguaya. En una exposición en el Círculo de Economistas del Paraguay manifestó su total rechazo a esa ideología y dijo que luchará contra «la imposición de ese sistema que ha reducido al ser humano en simple objeto».